# مقاطعة مونتريل (داكوتا الشمالية)
مونتريل (بالإنجليزية: Mountrail)‏ هي إحدى مقاطعات ولاية داكوتا الشمالية في الولايات المتحدة الأمريكية.